# Mantidactylus curtus
Espèce
Synonymes
- Rana curta Boulenger, 1882
- Rana inaudax Peracca, 1893

Statut de conservation UICN

 LC  : Préoccupation mineure
Mantidactylus curtus est une espèce d'amphibiens de la famille des Mantellidae.

## Répartition

Aire de répartition de Mantidactylus curtus.

Cette espèce est endémique de Madagascar. Elle se rencontre généralement entre 600 et 2 400 m d'altitude dans de nombreuses régions de l'île,. Toutefois cette large répartition pourrait s'expliquer par le flou entourant sa situation taxonomique.

## Taxinomie
Pour Miguel Vences, ce taxon représenterait un complexe d'au moins cinq espèces.

## Publications originales
- Boulenger, 1882 : Catalogue of the Batrachia Salientia s. Ecaudata in the collection of the British Museum, ed. 2, p. 1-503 (texte intégral).
- Peracca, 1893 : Descrizione di nuove specie di rettili e anfibi di Madagascar. Bollettino dei Musei di Zoologia e Anatomia Comparata della R - Universita di Torino, vol. 8, no 156, p. 1-16 (texte intégral).